# Gaston et le Marsupilami
Gaston et le Marsupilami est un album hors-série des séries Gaston Lagaffe et Marsupilami. Sortie en octobre 1978 aux éditions Dupuis cet album comprend des planches inédites de Gaston et du Marsupilami.
Les planches de Gaston sont reparues dans la série officielle en 2018 à travers les 22 albums.

### Documentation
- Jean Léturgie, « Gaston et le Marsupilami », Schtroumpfanzine, no 26,‎ janvier 1979, p. 25.